# Thẩm Tổ Luân
Thẩm Tổ Luân (tiếng Trung: 沈祖伦; sinh tháng 3 năm 1931) là chính khách nước Cộng hòa Nhân dân Trung Hoa, nguyên Tỉnh trưởng Chính phủ Nhân dân tỉnh Chiết Giang.

## Tiểu sử
Thẩm Tổ Luân là người quê ở Ninh Ba, tỉnh Chiết Giang. Tháng 4 năm 1948, ông gia nhập Đảng Cộng sản Trung Quốc. Trước khi thành lập nước Cộng hòa Nhân dân Trung Hoa, ông phục vụ tại huyện Từ Khê (nay là thành phố cấp huyện Từ Khê) và địa ủy Ninh Ba. Từ năm 1950, ông trở thành thư ký Địa ủy Ninh Ba và Phó Trưởng phòng Thư ký. Ông cũng từng là thư ký cá nhân cho Giang Hoa, lúc đó là Bí thư thứ nhất Tỉnh ủy Chiết Giang. Thẩm Tổ Luân bị sa thải trong Cách mạng Văn hóa. Năm 1973, ông vào công tác tại Văn phòng Tỉnh ủy Chiết Giang.
Từ năm 1977 đến năm 1987, ông là Phó Bí thư Huyện ủy Thiệu Hưng, Phó Chủ nhiệm Ủy ban Cải cách huyện Thiệu Hưng, Bí thư Thành ủy Thiệu Hưng, Phó Chủ nhiệm Ủy ban Nông nghiệp tỉnh Chiết Giang, Phó Bí thư Địa ủy Gia Hưng và Tổng Thư ký Chính phủ nhân dân tỉnh Chiết Giang. Năm 1983, ông được bổ nhiệm làm Phó Tỉnh trưởng tỉnh Chiết Giang và Ủy viên Ban Thường vụ Tỉnh ủy Chiết Giang, đồng thời cũng là Tham mưu trưởng, Tư lệnh Quân khu tỉnh Chiết Giang và Chủ tịch Hiệp hội Hữu hảo đối ngoại tỉnh Chiết Giang.
Tháng 9 năm 1987, Thâm Tổ Luân được thăng chức làm Phó Bí thư Tỉnh ủy tỉnh Chiết Giang và chẳng bao lâu được bổ nhiệm làm quyền Tỉnh trưởng Chính phủ Nhân dân tỉnh Chiết Giang. Tháng 2 năm 1988, ông được phê chuẩn giữ chức vụ Tỉnh trưởng Chính phủ Nhân dân tỉnh Chiết Giang.
Thẩm Tổ Luân là đại biểu Đại hội đại biểu Nhân dân toàn quốc khóa VII và Ủy viên Thường vụ Ủy ban Toàn quốc Hội nghị Hiệp thương Chính trị Nhân dân Trung Quốc khóa VIII và khóa IX (CPPCC). Ông là Ủy viên Ban Chấp hành Trung ương khóa XIII.